# Агломерато Инд. Фавара - Арагона (Агриђенто)
Агломерато Инд. Фавара - Арагона (итал. Agglomerato Ind. Favara - Aragona) је насеље у Италији у округу Агриђенто, региону Сицилија.
Према процени из 2011. у насељу је живело 47 становника. Насеље се налази на надморској висини од 287 м.